# الکساندر پشیل
الکساندر پشیل (به آلمانی: Alexander Pschill) (زاده ۱۳ ژوئن ۱۹۷۰) بازیگر اتریشی است.
از فیلم‌های معروف او می‌توان به بازی در مجموعه تلویزیونی کمیسر و رکس اشاره کرد.